# Phạm Trấn (nhà Mạc)
Phạm Trấn (chữ Hán: 范鎮, 1523 - ?), người xã Lam Kiều, huyện Gia Phúc, phủ Hạ Hồng, trấn Hải Dương (nay là thôn Lam Cầu, xã Phạm Trấn, huyện Gia Lộc, tỉnh Hải Dương). Ông đỗ đệ nhất giáp đồng tiến sĩ cập đệ đệ nhất danh (trạng nguyên), khoa Bính Thìn niên hiệu Quang Bảo thứ 2 (1556) đời Mạc Tuyên Tông (Mạc Phúc Nguyên). Ông làm quan cho nhà Mạc, đến khi nhà Mạc mất cự tuyệt không ra làm quan cho nhà Lê nên bị ám hại.